# Bülow (cantante)
Megan Bülow, conosciuta come Bülow (Berlino, 25 dicembre 1999), è una cantante canadese.

## Biografia
Nata nella capitale tedesca e cresciuta fra Regno Unito, Canada, Stati Uniti e Paesi Bassi, Bülow è stata scoperta ad un campo estivo quando aveva 15 anni, e da lì ha iniziato a collaborare con musicisti e produttori canadesi.
Il suo singolo di debutto Like This Guy è uscito nel 2017, ma solo con il secondo singolo Not a Love Song ha goduto di successo commerciale: il brano ha infatti raggiunto la 32ª posizione della Billboard Canadian Hot 100. Ai Juno Award del 2019, il principale riconoscimento musicale canadese, ha ottenuto quattro candidature, e ha vinto il premio per il miglior artista esordiente.
Nell'autunno del 2019 ha aperto alcuni concerti in India e Nordamerica di Lauv, mentre nel 2020 ha seguito Conan Gray nelle date europee del suo Kid Krow World Tour.

## Discografia

### EP
- 2017 – Damaged Vol. 1
- 2018 – Damaged Vol. 2
- 2019 – Crystalline
- 2019 – The Contender

### Singoli
- 2017 – Like This Guy
- 2017 – Not a Love Song
- 2017 – Lines
- 2018 – Sad and Bored (con Duckwrth)
- 2018 – Honor Roll
- 2018 – You & Jennifer
- 2018 – Two Punks in Love
- 2019 – Sweet Little Lies
- 2019 – Get Stüpid
- 2019 – Boys Will Be Boys
- 2019 – Own Me
- 2019 – You & Jennifer (The Other Side) (con Rich the Kid)
- 2020 – I Don't Wanna Be (con BLVTH)

#### Come featuring
- 2017 – Farewell to Nova Scotia (Blitz//Berlin feat. Bülow)
- 2018 – The Last of the Real Ones (Remix) (Fall Out Boy feat. MadeinTYO & Bülow)
- 2019 – Do You Mean (The Chainsmokers feat. Ty Dolla Sign & Bülow)
- 2020 – So Good (Whethan feat. Bülow)